# 薄蒴草
薄蒴草（学名：Lepyrodiclis holosteoides）是石竹科薄蒴草属的植物。分布在印度、中亚、克什米尔地区、尼泊尔、阿富汗、蒙古、高加索、伊朗、巴基斯坦以及中国大陆的西藏、内蒙古、陕西、新疆、青海、宁夏、甘肃、四川等地，生长于海拔1,200米至2,800米的地区，多生长于山坡草地、荒芜农地或林缘，目前尚未由人工引种栽培。

## 异名
- Lepyrodiclis crassiuscula (Camb.) C. Y. Wu